# Giulietta e Romeo (Zingarelli)
Giulietta e Romeo ist eine Oper (Originalbezeichnung: „tragedia per musica“) in drei Akten von Niccolò Antonio Zingarelli mit einem Libretto von Giuseppe Maria Foppa nach der gleichnamigen Novelle von Luigi da Porto (1530) sowie der Tragödie Roméo et Juliette (1772) von Jean-François Ducis, einer freien Bearbeitung von Shakespeares Romeo und Julia (1596). Die Uraufführung fand am 30. Januar 1796 im Teatro alla Scala in Mailand statt.

## Instrumentation
Die Orchesterbesetzung der Oper enthält die folgenden Instrumente:
- Holzbläser: zwei Flöten, zwei Oboen, zwei Klarinetten, zwei Fagotte
- Blechbläser: zwei Hörner, zwei Trompeten
- Pauken
- Streicher
- Basso continuo

## Werkgeschichte
Giulietta e Romeo wurde von Zingarelli in nur acht Tagen komponiert und gilt vielen Forschern trotzdem als sein bestes Werk. Die Oper blieb fester Bestandteil des italienischen Repertoires während des 19. Jahrhunderts, und die Rolle des Romeo war ein Lieblingsstück Maria Malibrans bis etwa 1830.
Bei der Uraufführung am 30. Januar 1796 im Teatro alla Scala sangen Adamo Bianchi (Everardo Cappellio), Giuseppina Grassini (Giulietta), Girolamo Crescentini (Romeo Montecchio), Angelo Monanni „Manzoletti“ (Gilberto), Carolina Dinand (Matilde) und Gaetano De Paoli (Teobaldo). Die Leitung hatte Luigi De Baillou.
Am 25. November 2016 hatte eine Neuproduktion des Theaters Heidelberg in Schwetzingen Premiere. Die musikalische Leitung hatte Felice Venanzoni. Die Inszenierung stammte von Nadja Loschky und Thomas Wilhelm, die Bühne von Daniela Kerck und die Kostüme von Violaine Thel. Die Solisten waren Kangmin Justin Kim (Romeo), Emilie Renard (Giulietta), Terry Wey (Gilberto), Zachary Wilder (Everardo), Namwon Huh (Teobaldo) und Rinnat Moriah (Matilda).